# Michel Parler
Michel Parler, dit aussi Michael Parler ou Michel de Fribourg, né vers 1350 à Fribourg-en-Brisgau et mort en 1387-88 probablement à Strasbourg, est un maître d'œuvre ayant travaillé sur le chantier de la cathédrale Notre-Dame de Strasbourg.

## Famille et carrière
Il est issu de la famille Parler, une famille de tailleurs de pierre, de chefs de chantier d'églises et d'architectes. Il est probablement le fils de Johann Parler l'Aîné, architecte à Fribourg et à Bâle, dont il partage le sceau presque à l'identique,.
Entre 1380 et 1385, Michel est actif à Fribourg où il travaille à la construction du chevet de la cathédrale Notre-Dame de Fribourg. Il devient maître d'œuvre sur le chantier de la cathédrale de Strasbourg en 1383 : un Michel Parler, dit Michael von Gmünd, y est enregistré comme magister operis de 1383 à 1387. À l'époque, il se consacre à des travaux de restauration après un incendie.
Il est le concepteur de la menuiserie du buffet d'orgue et de son pendentif (partie basse) achevé en 1385, et il aurait travaillé sur la façade de la cathédrale, sur la galerie des apôtres, ainsi que sur l'élévation du beffroi : c'est ainsi lui qui aurait, entre 1383 et 1387/88, comblé l'espace entre les deux tours au-dessus de la grande rose, modifiant profondément l'aspect de la façade.
Il est à distinguer de Michael Parler, son oncle, tailleur de pierre à Prague à la même époque.